# Kościół Matki Bożej Częstochowskiej w Zakopanem
Kościół Matki Bożej Częstochowskiej w Zakopanem – zabytkowa świątynia chrześcijańska przy ulicy Kościeliskiej, nazywana często „starym kościółkiem”. Zbudowany w 1847.

## Historia i architektura

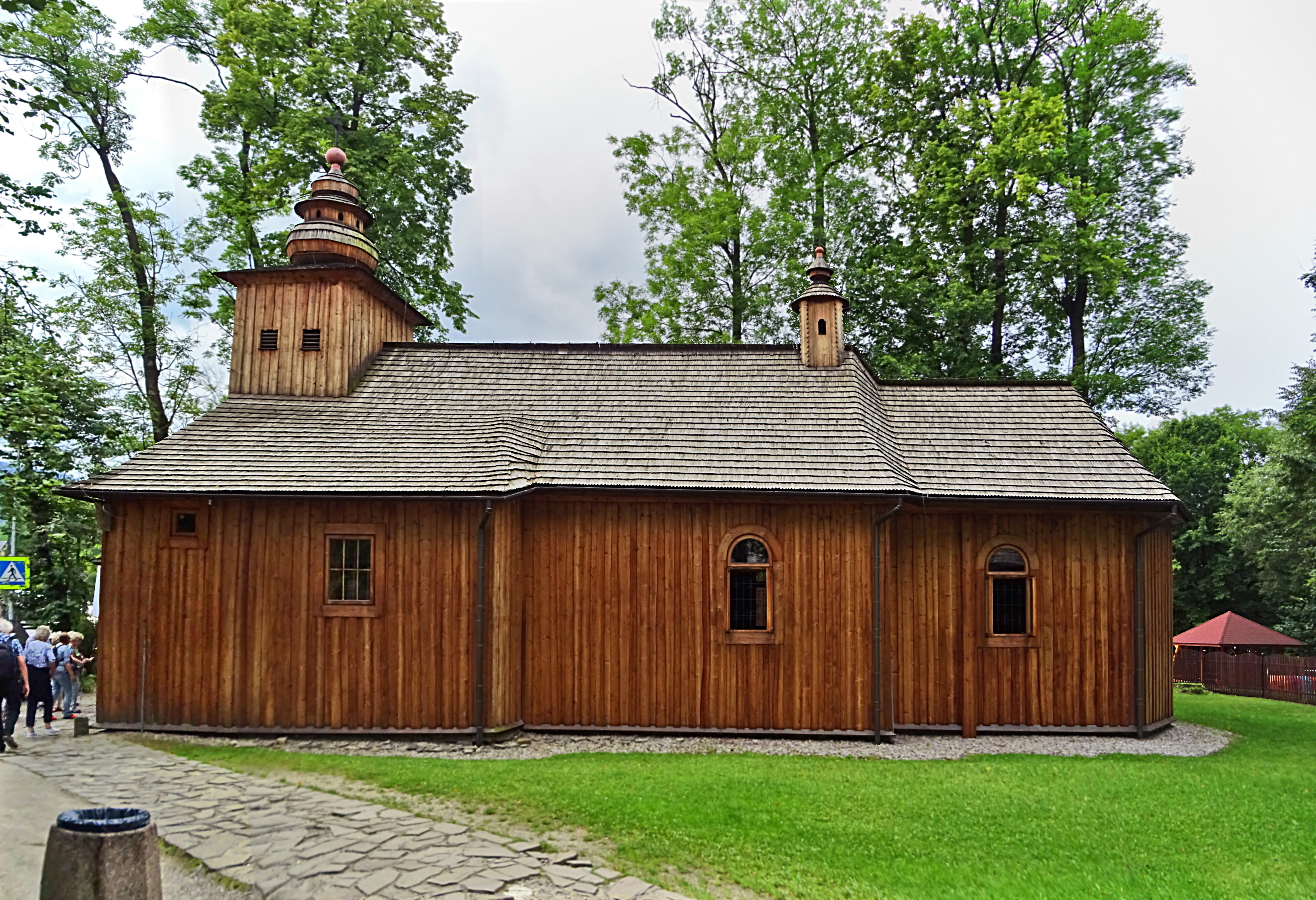
Widok od wschodu

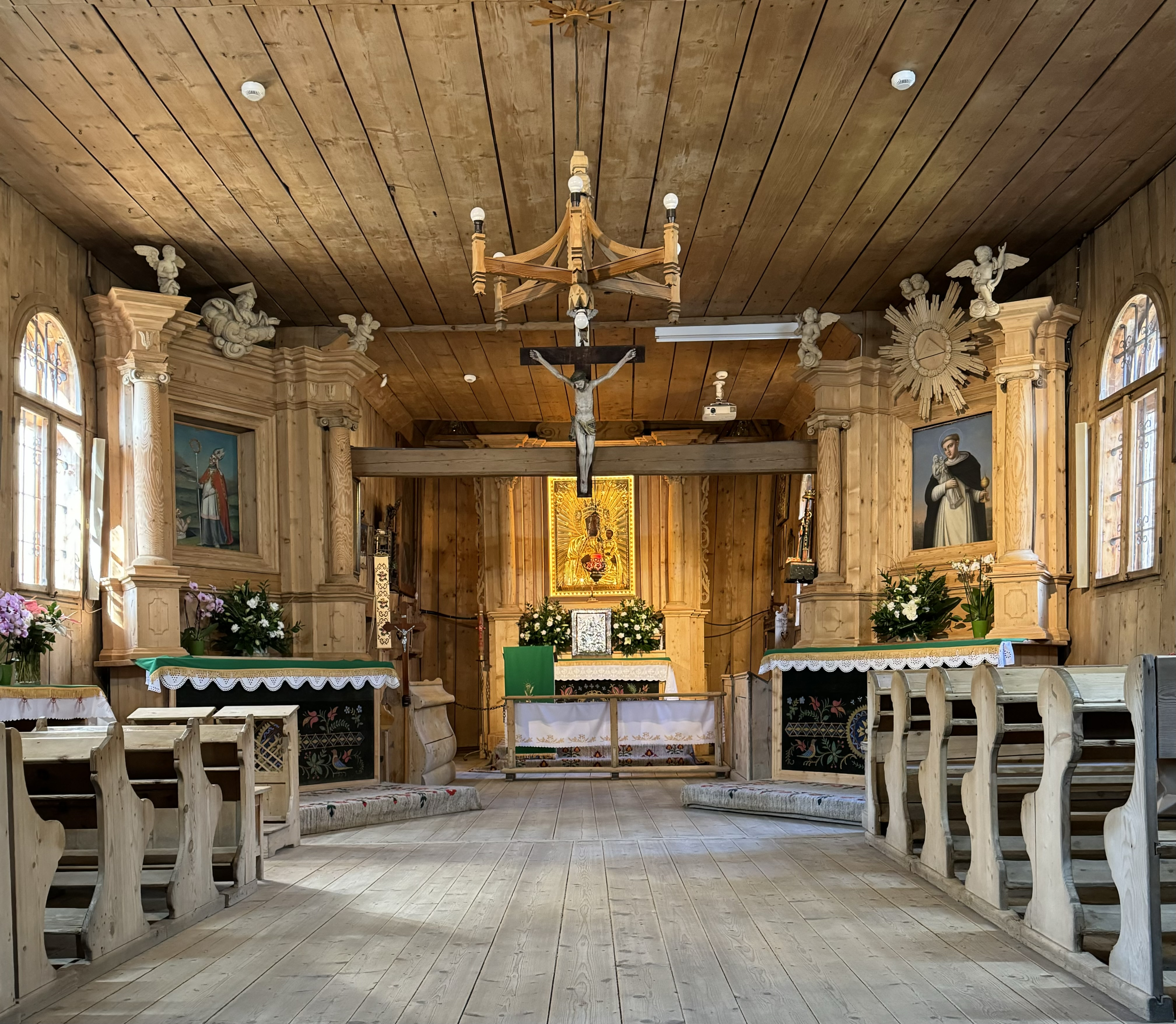
Kościół Matki Bożej Częstochowskiej w Zakopanem, wnętrze 2024

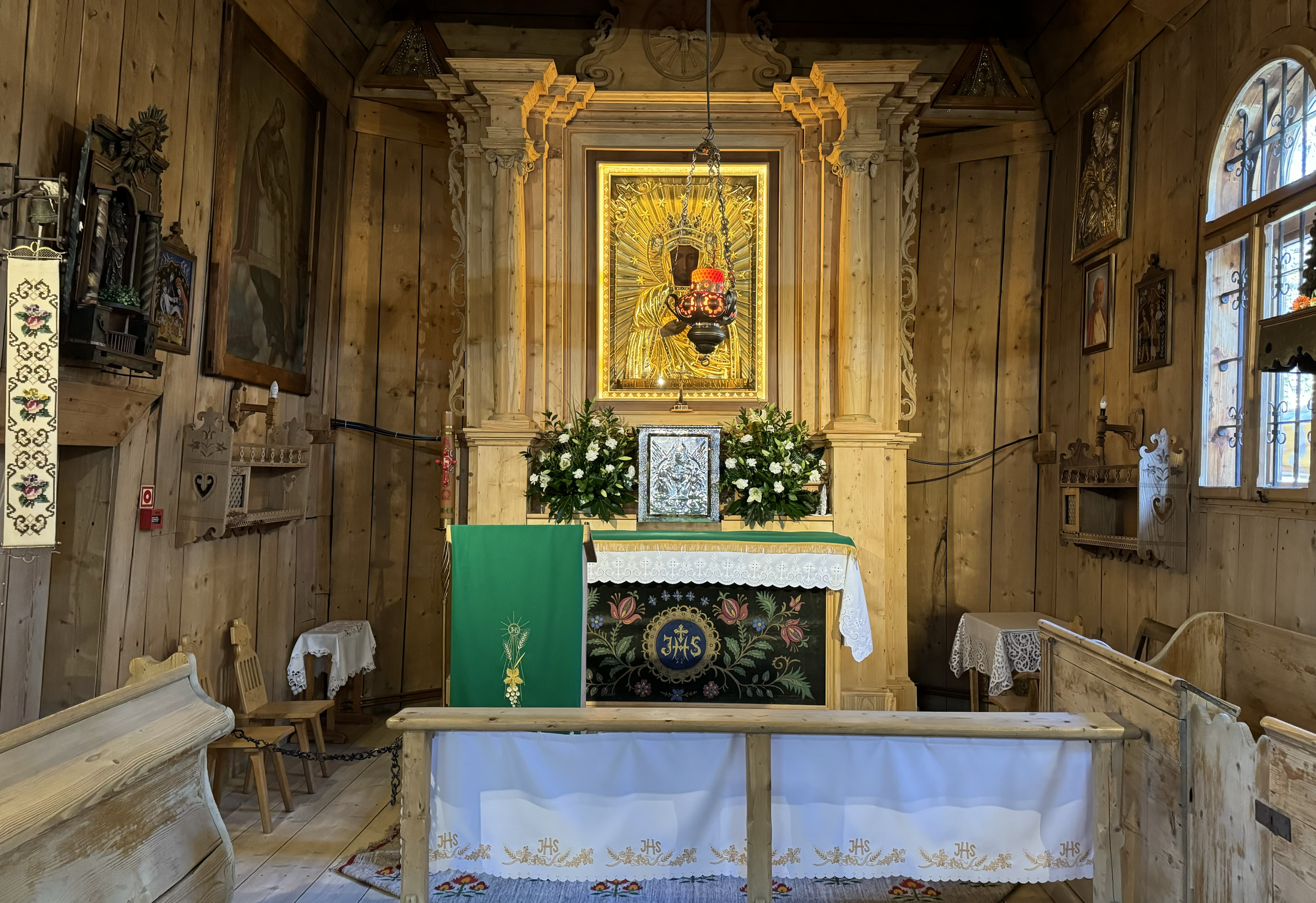
Kościół Matki Bożej Częstochowskiej w Zakopanem, ołtarz główny

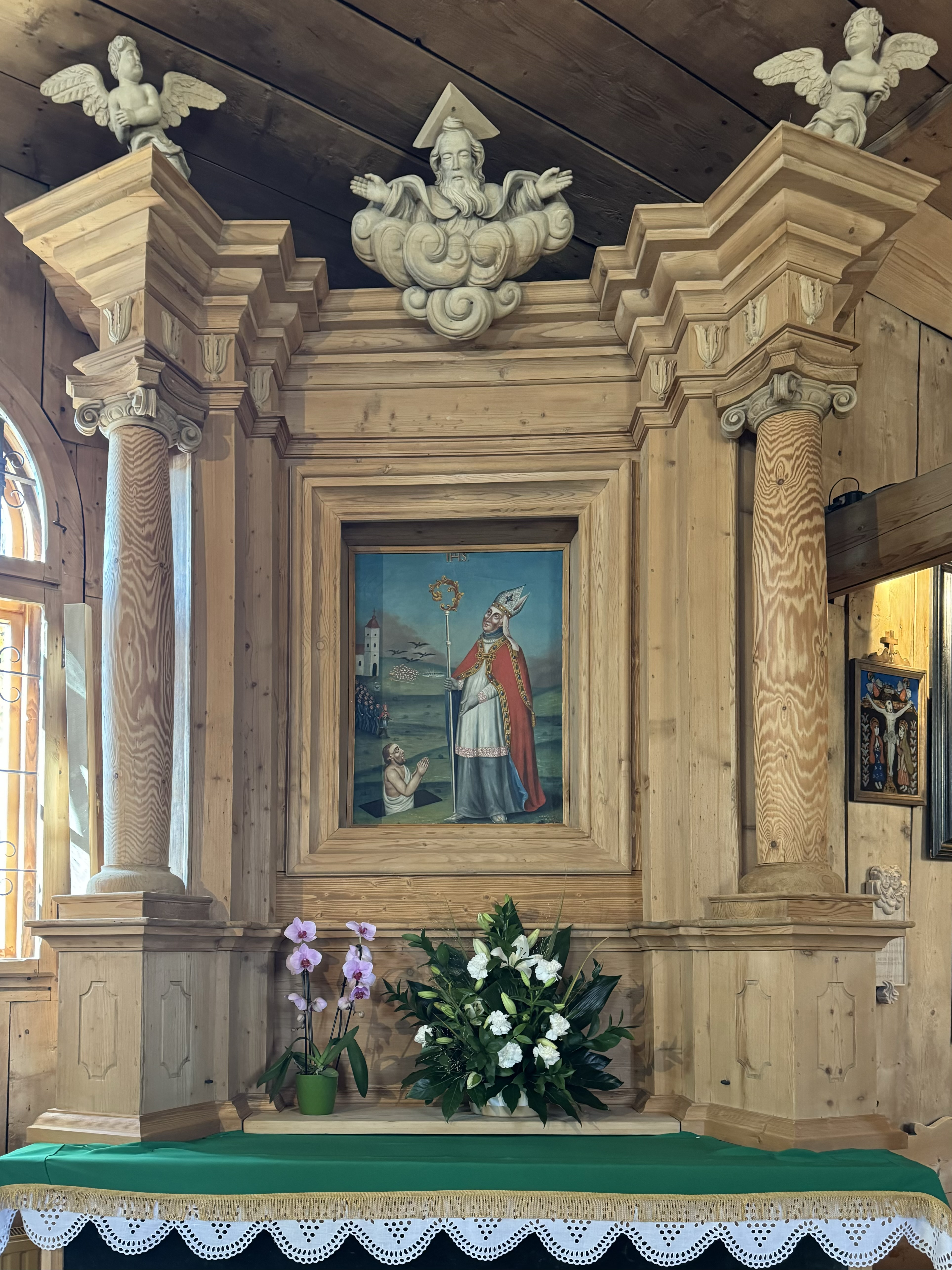
Kościół Matki Bożej Częstochowskiej w Zakopanem, ołtarz boczny po lewej stronie

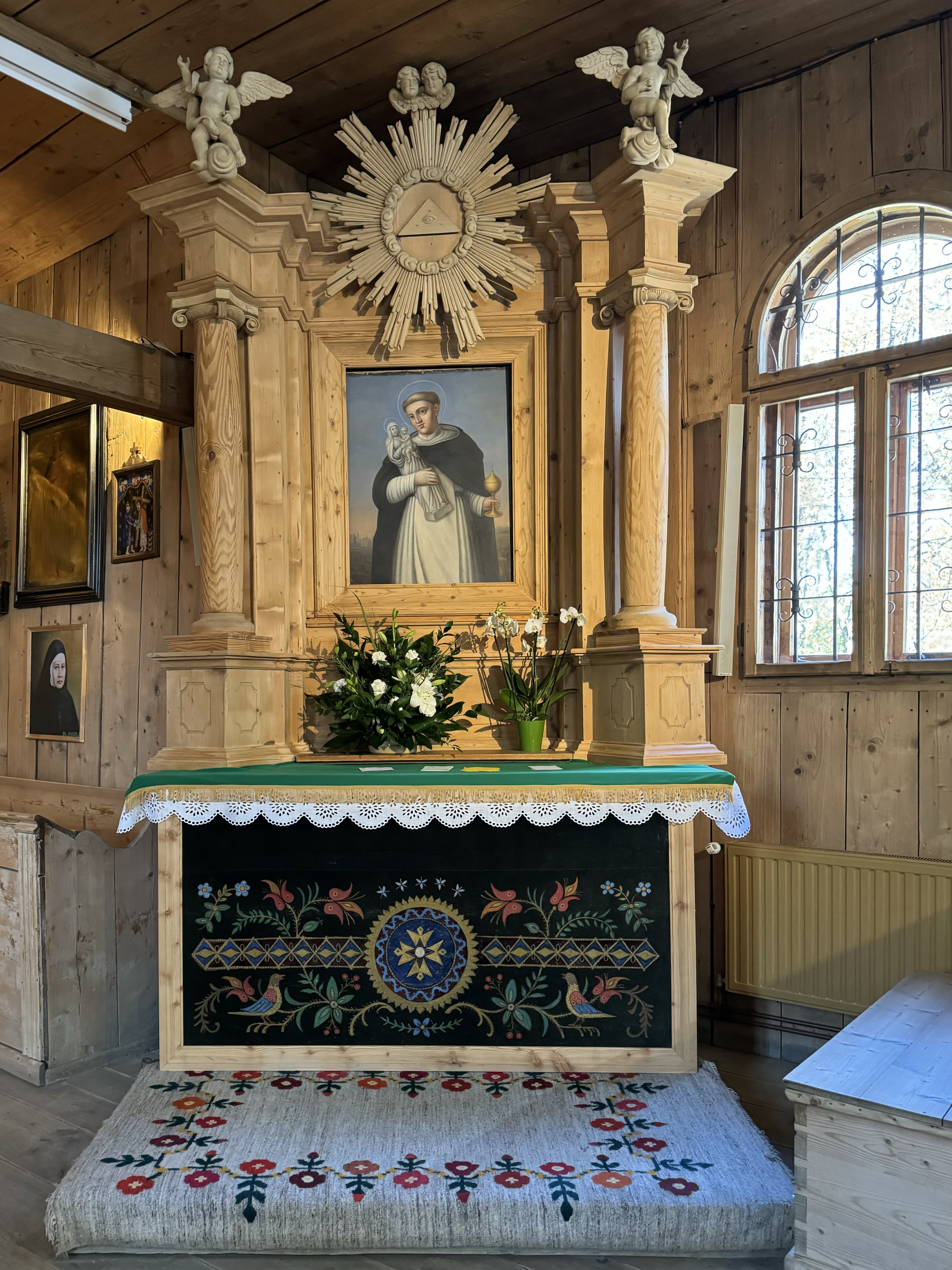
Kościół Matki Bożej Częstochowskiej w Zakopanem, ołtarz boczny po prawej stronie

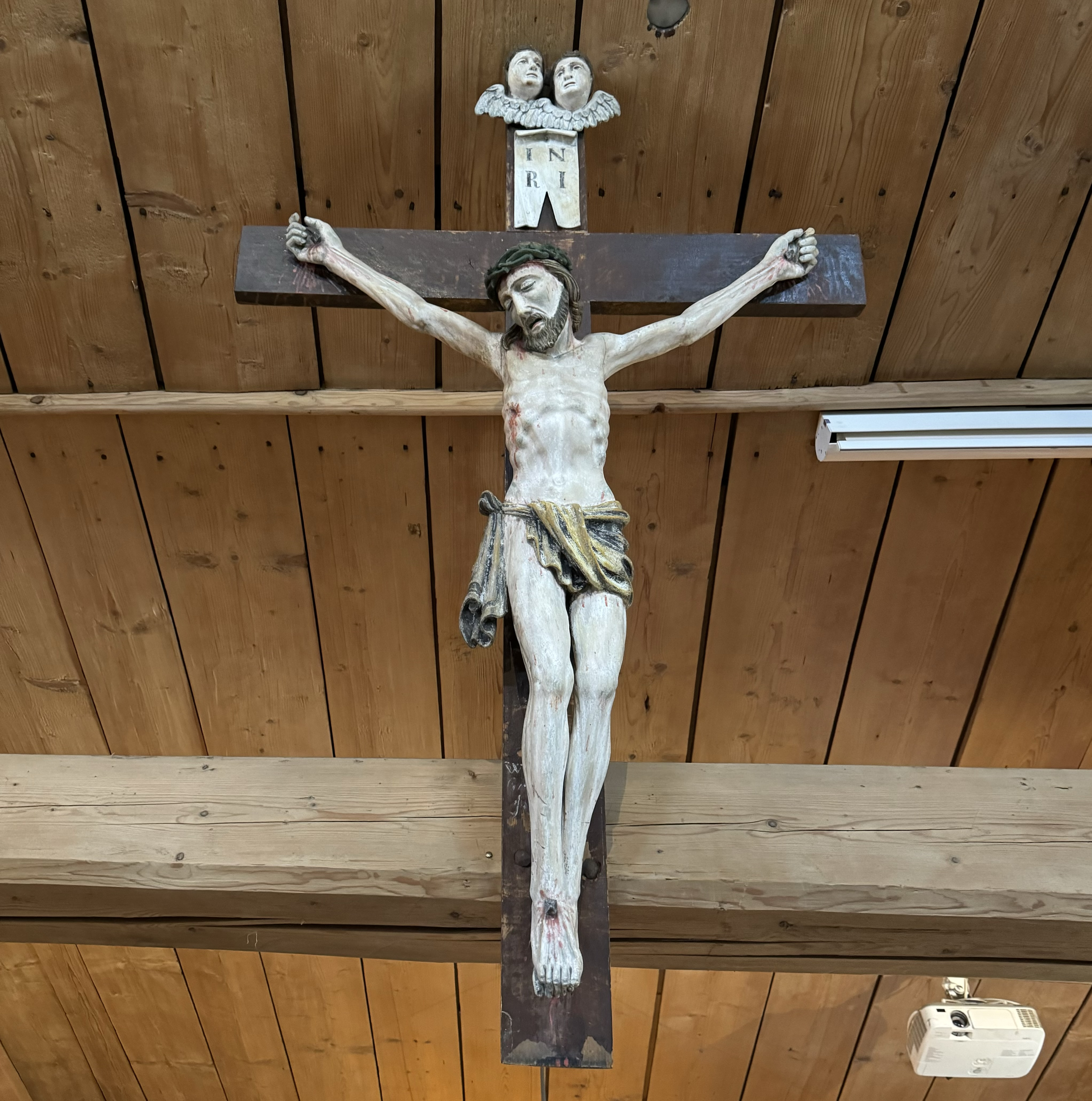
Kościół Matki Bożej Częstochowskiej w Zakopanem, crucifix

Niewielka świątynia z modrzewiowego drewna została ufundowana przez właścicielkę dóbr zakopiańskich Klementynę Homolacsową. Pracę prowadził miejscowy doświadczony cieśla, Sebastian Gąsienica-Sobczak. Kościół został poświęcony świętemu Klemensowi na cześć fundatorki. W latach 1850–1851 z inicjatywy pierwszego proboszcza Zakopanego, ks. Józefa Stolarczyka, kościół powiększono i dobudowano wieżę. Remont generalny przeprowadzono w latach 50. XX wieku.
Świątynia o konstrukcji zrębowej składa się z wielobocznie zamkniętego prezbiterium oraz dwuczęściowej nawy. Do prezbiterium przylega zakrystia, zaś nawa łączy się z kruchtą. Dwukalenicowy dach pokryty jest gontem i zwieńczony wieżyczką na sygnaturkę. Ołtarz główny oraz ołtarze boczne pochodzą z drugiej połowy XIX wieku i zostały wykonane przez rzeźbiarza ludowego Wojciecha Kułacha-Wawrzyńcoka. W ołtarzu głównym znajduje się kopia obrazu Matki Boskiej Częstochowskiej, która od lat 30. XX wieku jest patronką świątyni. Wnętrze zdobią ponadto ludowe świątki oraz malowidła.

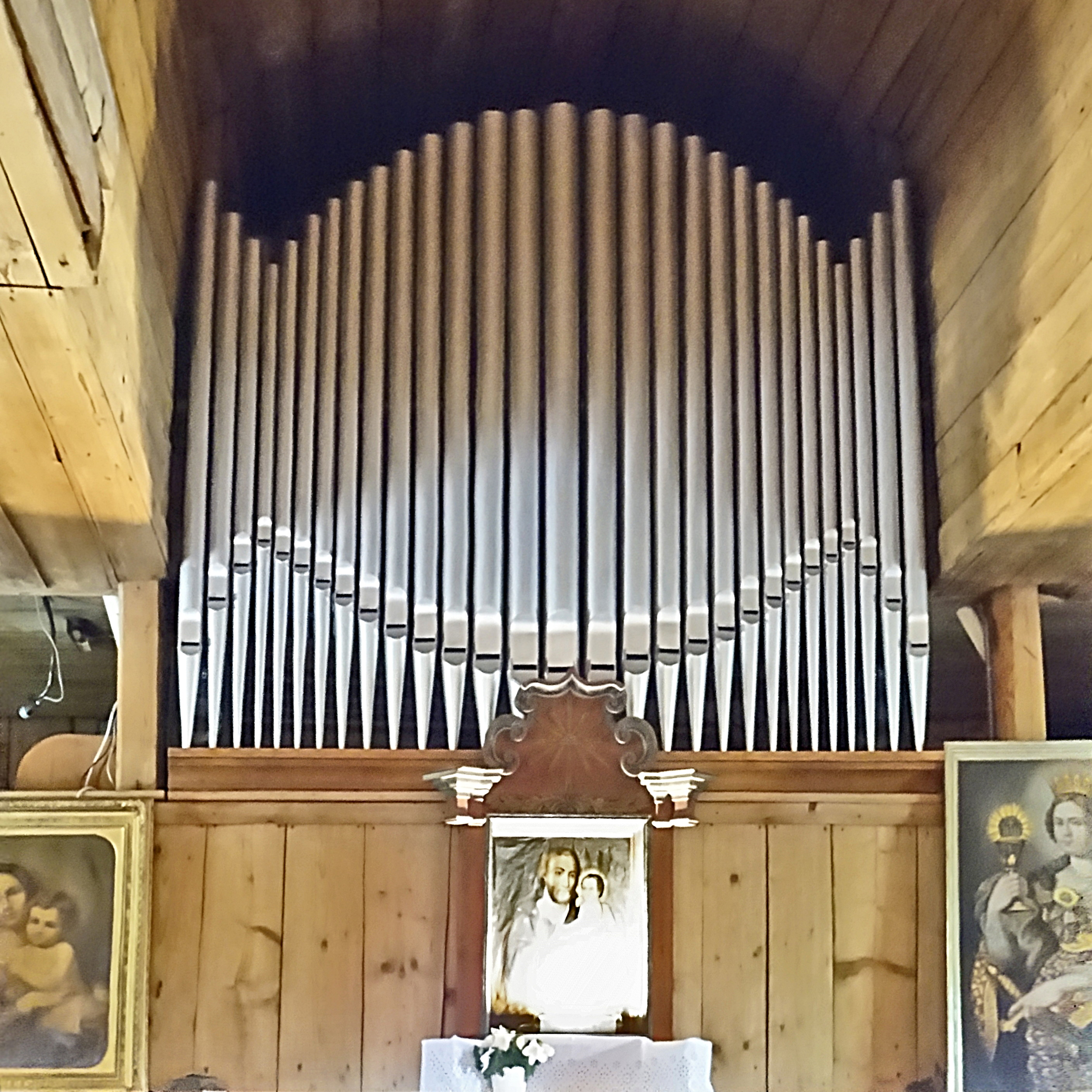
Organy Szwarca

Kościół znajduje się na małopolskim Szlaku Architektury Drewnianej.
W pobliżu kościoła znajduje się Cmentarz Zasłużonych na Pęksowym Brzyzku oraz murowana kaplica śś. Świerada i Benedykta z około 1810 roku będąca najstarszą budowlą sakralną Zakopanego.
W kościele znajdują się 8-głosowe organy zbudowane przez Fryderyka Szwarca w 1957.

## Nabożeństwa prawosławne
Od 2005, corocznie w dniu 7 stycznia (25 grudnia według starego stylu) odprawiane jest tutejszym kościele bożonarodzeniowe nabożeństwo prawosławne przez duchownego z Krakowa. Od marca 2022 nabożeństwa prawosławne celebrowane są co drugą niedzielę.